# کوایهیوکو، شیلی
کوایهیوکو، شیلی (به اسپانیایی: Coihueco) یک سکونتگاه مسکونی در شیلی است که در استان نوبل واقع شده‌است.

## خصوصیات
کوایهیوکو ۱٬۷۷۶٫۶ کیلومترمربع مساحت و ۲۵٬۱۵۹ نفر جمعیت دارد و ۳۲۵ متر بالاتر از سطح دریا واقع شده‌است.